# Lumparn
Lumparn (finlandeză: Lumpari) este un mare golf lipsit de insule în insula principală din Åland, Finlanda. 

## Date generale

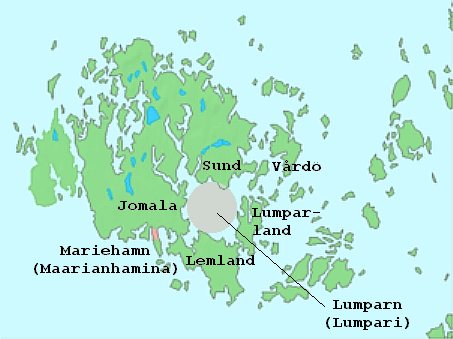
Lumparn cu structura de impact în gri

Cea mai mare parte a golfului umple un crater de impact care are un diametru de aproximativ 9 kilometri. Crater este estimat la circa 1 miliard de ani (proterozoic). Depresiunea a fost inițial considerată a fi un rift. Originea extraterestră a fost propusă pentru prima dată în 1979, dar abia în 1993 a fost confirmată ca structură de impact. Conuri lungi distruse au fost descoperite în partea de sud-vest a golfului. Craterul este umplut cu sedimente, între sedimentele din pleistocen și roca strivită de granit rapakivi există un strat de calcar din paleozoic (Ordovician). Acest lucru face ca Lumparn să fie unul dintre puținele locuri în Finlanda, unde au fost descoperite fosile. 
Golful a fost anterior, de asemenea, menționat ca Lumpari în unele documente finlandeze, Institutul de Cercetare pentru Limbi din Finlanda nu listează Lumpari ca în utilizarea curentă.